# 卡巴里夫齊
49°43′3″N 25°8′22″E / 49.71750°N 25.13944°E
卡巴里夫齊（烏克蘭語：Кабарівці），是烏克蘭的村落，位於該國西部捷爾諾波爾州，由捷尔诺波尔区負責管轄，始建於1598年，面積1.1平方公里，海拔高度349米，2001年人口467，人口密度每平方公里422.2人。